# Galaxy 4
A Galaxy 4 a Doctor Who sorozat tizennyolcadik rész ami egyben a harmadik évad nyitó története, amit 1965. szeptember 11.-e és október 2.-a között vetítettek négy epizódban. A történetből eddig csak egy epizódot találtak meg, 2011 végén.

## Történet
Egy csetepaté következtében két űrhajó kényszerleszállást végez egy kihalt bolygón. A drahvinok szép humanoid nők, a rillek hüllőszerűek. A bolygón folytatják az ellenségeskedést, mígnem az odaérkező Doktor felfedezi, hogy a bolygó két hét múlva megsemmisül.

## Epizódlista
| Epizód címe      | Bemutató napja       | Hosszúsága | Nézők száma (millió) | Formátum                         |
| ---------------- | -------------------- | ---------- | -------------------- | -------------------------------- |
| 400 hajnal       | 1965. szeptember 11. | 22:21      | 9                    | Csak állóképek és/vagy töredékek |
| Acélcsapda       | 1965. szeptember 18. | 24:51      | 9,5                  | Csak állóképek és/vagy töredékek |
| Zsilip           | 1965. szeptember 25. | 24:19      | 11,3                 | 16 mm t/r                        |
| A robbanó bolygó | 1965. október 2.     | 24:47      | 9,9                  | Csak állóképek és/vagy töredékek |

## Könyvkiadás
A könyvváltozatát 1985 novemberében adta ki a Target Könyvkiadó.

## Otthoni kiadás
- VHS-n 1998-ban adták ki a megmaradt anyagot.
- Ugyanezt DVD-n 2004-n adták ki.
- A megkerült harmadik részt 2013 márciusában fogják ki adni a The Aztecs újra kiadott változatán.

### Fordítás
- Ez a szócikk részben vagy egészben  a   Galaxy 4 című angol Wikipédia-szócikk fordításán alapul.  Az eredeti cikk szerkesztőit annak laptörténete sorolja fel. Ez a jelzés csupán a megfogalmazás eredetét és a szerzői jogokat jelzi, nem szolgál a cikkben szereplő információk forrásmegjelöléseként.